# Nights at the Vanguard
Nights at the Vanguard – album muzyczny amerykańskiego pianisty jazzowego Tommy’ego Flanagana nagrany 18 i 19 października 1986 podczas jego koncertów w klubie Village Vanguard w Nowym Jorku. LP ukazał się w 1988 wydany przez wytwórnię Uptown. Później ukazały się reedycje na CD (1995, Uptown 2729).

## Muzycy
- Tommy Flanagan – fortepian
- George Mraz – kontrabas
- Al Foster – perkusja

## Lista utworów
| 1.  | "Introduction/San Francisco Holiday"                                        | 1:51    |
|     |                                                                             |         |
| 2.  | "San Francisco Holiday (Worry Later)" (Thelonious Monk)                     | 5:54    |
|     |                                                                             |         |
| 3.  | "Goodbye Mr. Evans" (Phil Woods)                                            | 6:35    |
|     |                                                                             |         |
| 4.  | "Mark One" (Will Davis)                                                     | 6:16    |
|     |                                                                             |         |
| 5.  | "More Than You Know" (Edward Eliscu, Billy Rose, Vincent Youmans)           | 5:33    |
|     |                                                                             |         |
| 6.  | "Out of the Past" (Benny Golson)                                            | 7:26    |
|     |                                                                             |         |
| 7.  | "A Biddy Ditty" (Thad Jones)                                                | 8:46    |
|     |                                                                             |         |
| 8.  | "While You Are Gone" (Lucky Thompson)                                       | 4:23    |
|     |                                                                             |         |
| 9.  | "All God's Children Got Rhythm" (Gus Kahn, Bronisław Kaper, Walter Jurmann) | 4:34    |
|     |                                                                             |         |
| 10. | "I'll Keep Loving You" (Bud Powell)                                         | 4:52    |
|     |                                                                             |         |
| 11. | "Like Old Times" (Thad Jones)                                               | 6:31    |
|     |                                                                             |         |
|     |                                                                             | 1:02:41 |
|     |                                                                             |         |

## Informacje uzupełniające
- Produkcja – Mabel Fraser
- Inżynier dźwięku, mastering – Rudy Van Gelder
- Tekst wkładki do płyty – Stanley Crouch
- Zdjęcia – Carol Friedman, Scott Sternbach
- Projekt okładki – Maureen Sickler
- Łączny czas nagrań – 62:41